# Роберт Ваелдер
Роберт Ваелдер (на немски: Robert Waelder) е австрийски психоаналитик.

## Биография
Роден е на 20 февруари 1900 година във Виена, Австрия, в семейството на еврейски търговец. Средното си образование завършва в гимназия Максимилиан, а по-късно преподава в психиатричната секция на медицинския колеж във Филаделфия. Среща се със Зигмунд Фройд за консултиране за лечение когато е на 22 и по негов съвет започва анализа с Роберт Йокл. Впоследствие преминава и обучителна анализа с Херман Нунберг и Ана Фройд.
От 1924 г. е член на Виенското психоаналитично общество, където работи като библиотекар. От 1932 до 1939 е редактор на списание „Имаго“ заедно с Ернст Крис като става главен редактор през 1934 г.
Умира на 28 септември 1967 година в Бромал на 67-годишна възраст.

## Публикации
- Waelder, Robert. (1929). Psychological aspects of war and peace. Geneva Studies, 10,2.
- Waelder, Robert. (1960). Basic theory of psychoanalysis. New York: International Universities Press.
- Waelder, Robert. (1967). Progress and revolution; a study of the issues of our age. New York: International Universities Press.
- Waelder, Robert. (1976). Psychoanalysis: Observations, theory, application: Selected papers of Robert Waelder. New York: International Universities Press.